# Franz Haller (Kickboxer)
Franz Haller (* 30. Mai 1959 in Partschins, Südtirol) ist ein italienischer Kickboxer.

## Leben und Karriere
Franz Haller wuchs in Südtirol als drittes von sieben Kindern auf. Im Alter von 14 Jahren fing er in einer Karate-Schule in Meran mit seinem Training an und wechselte anschließend zu dem amerikanischen Kickboxen. 1979 gewann er als Außenseiter die Amateur-Weltmeisterschaften im Mittelgewicht in Tampa (Florida). 1981 siegt er gegen den Schweizer Alfred Tommei in Mailand und gewinnt so seinen ersten Profi-WM-Titel. Diesen verteidigt er ein Jahr später gegen den Texaner Ray Mc Callum in Bozen. 1983 wurde er wieder Weltmeister und gewann gegen Alexander Zöttl. 1984 unterlag er dem Franzosen Youssef Zenaf. Nach dieser Niederlage baute er in Meran ein Kampfsportzentrum auf, das jedoch nach knapp einem Jahr einem Großbrand zum Opfer fiel und den erfolgreichen Sportler finanziell ruinierte sowie in eine Sinnkrise stürzte. Zwei Jahre pendelte er zwischen Wien und den Vereinigten Staaten, danach zog er sich nach Mendel zurück.
1993 setzt er seine sportliche Karriere fort, wobei er sich nun neben dem Kickboxen auch dem Thaiboxen verschrieben hatte. 1993 besiegte Haller in Bozen den Niederländer Bayram Colak nach Punkten und wurde wieder Weltmeister im amerikanischen Kickboxen. Im Mai 1993 siegt Haller gegen den Franzosen Frank Vanhoeve nach Punkten und wird erneut Weltmeister im Kickboxen. 1994 bestritt er seinen ersten WM-Kampf im Supermittelgewicht gegen den Deutschen Frank Scheuermann und verliert. Bei einem Revanchekampf im Dezember desselben Jahres siegt er nach Punkten und wird wieder Weltmeister.
1996 gewann er seinen ersten Weltmeistertitel im Thaiboxen im Leichtschwergewicht gegen den Thailänder Lackhart. Diesen verteidigte er 1996 gegen Tsistos Chsistos. 1997 verlor Haller er den Titel gegen Andre Mannaart durch Abbruch in der dritten Runde. 1997 in Bozen gab es einen Revanchekampf gegen Mannaart und Haller wird erneut Weltmeister.
1998 im November bestritt Haller auch einen WM-Kampf im Kickboxen gegen den Brasilianer Jorge Ruiz in Bozen, welchen er in der dritten Runde durch K. o. gewann. Im November 1999 verlor er seinen letzten WM-Kampf in Bassano gegen den Engländer Mark Russel. Seinen letzten Kampf bestritt er mit 41 Jahren am 21. April 2001 beim K-1 Grand Prix Italy in Mailand gegen Sergei Gur, nachdem er in der ersten Runde gegen Naoufal Benazzouz gewann. Anschließend beendet er seine aktive Karriere und gründete eine Kickboxtrainingshalle in Bozen. Insgesamt betrieb er 25 Jahre lang aktiven Wettkampf. Sein Spitzname, den er durch seine vielen Kämpfe erhielt, war Der König. 2007 veröffentlichte er seine Autobiografie Kickboxen. Leben – Sportkarriere – Ansichten im Brixener Provinz Verlag. Derzeit trainiert er Kickboxer für Kämpfe in der japanischen Kampfsportorganisation K-1, arbeitet aber auch mit Personen, die an multipler Sklerose erkrankt sind.

## Privatleben
Franz Haller wohnt mit seiner Frau und seinen drei Töchtern in Bozen. Aus einer früheren Beziehung hat er noch eine weitere Tochter.

## Werke
- Kickboxen. Leben – Sportkarriere – Ansichten. Provinz Verlag, Brixen 2007, ISBN 978-88-88118-50-5.